# Now He Sings, Now He Sobs
Now He Sings, Now He Sobs från 1968 är ett musikalbum av Chick Corea. Förutom jazzstandarden "My One and Only Love" och Thelonious Monks "Pannonica" är resten Chick Corea-kompositioner. Andra halvan av "Steps – What Was" är en tidig version av Coreas "La Fiesta".
1999 blev albumet tilldelad Grammy Hall of Fame Award.

## Låtlista
Alla låtar skrivna av Chick Corea om inget annat anges.
1. Steps – What Was – 13:50
2. Matrix – 6:28
3. Now He Sings, Now He Sobs – 7:03
4. Now He Beats the Drums, Now He Stops – 10:35
5. The Law of Falling and Catching Up – 2:29
6. Samba Yantra – 2:41
7. Bossa – 4:45
8. I Don't Know – 2:43
9. Fragments – 4:04
10. Windows – 3:12
11. Gemini – 4:24
12. Pannonica (Thelonious Monk) – 3:01
13. My One and Only Love (Musik: Guy Wood – text: Robert Mellin) – 3:34

Spår 6–13 är bonusspår på CD-utgåvan.

## Medverkande
- Chick Corea – piano
- Miroslav Vitous – bas
- Roy Haynes – trummor